# Хорощ
Хо́рощ (Своя мова: Chorošč), (пол. Choroszcz) — місто в східній Польщі.
Належить до Білостоцького повіту Підляського воєводства.

## Демографія
Демографічна структура станом на 31 березня 2011 року:
|          | Загалом | Допрацездатний вік | Працездатний вік | Постпрацездатний вік |
| -------- | ------- | ------------------ | ---------------- | -------------------- |
| Чоловіки | 2808    | 533                | 1986             | 289                  |
| Жінки    | 2880    | 519                | 1737             | 624                  |
| Разом    | 5688    | 1052               | 3723             | 913                  |

## Галерея

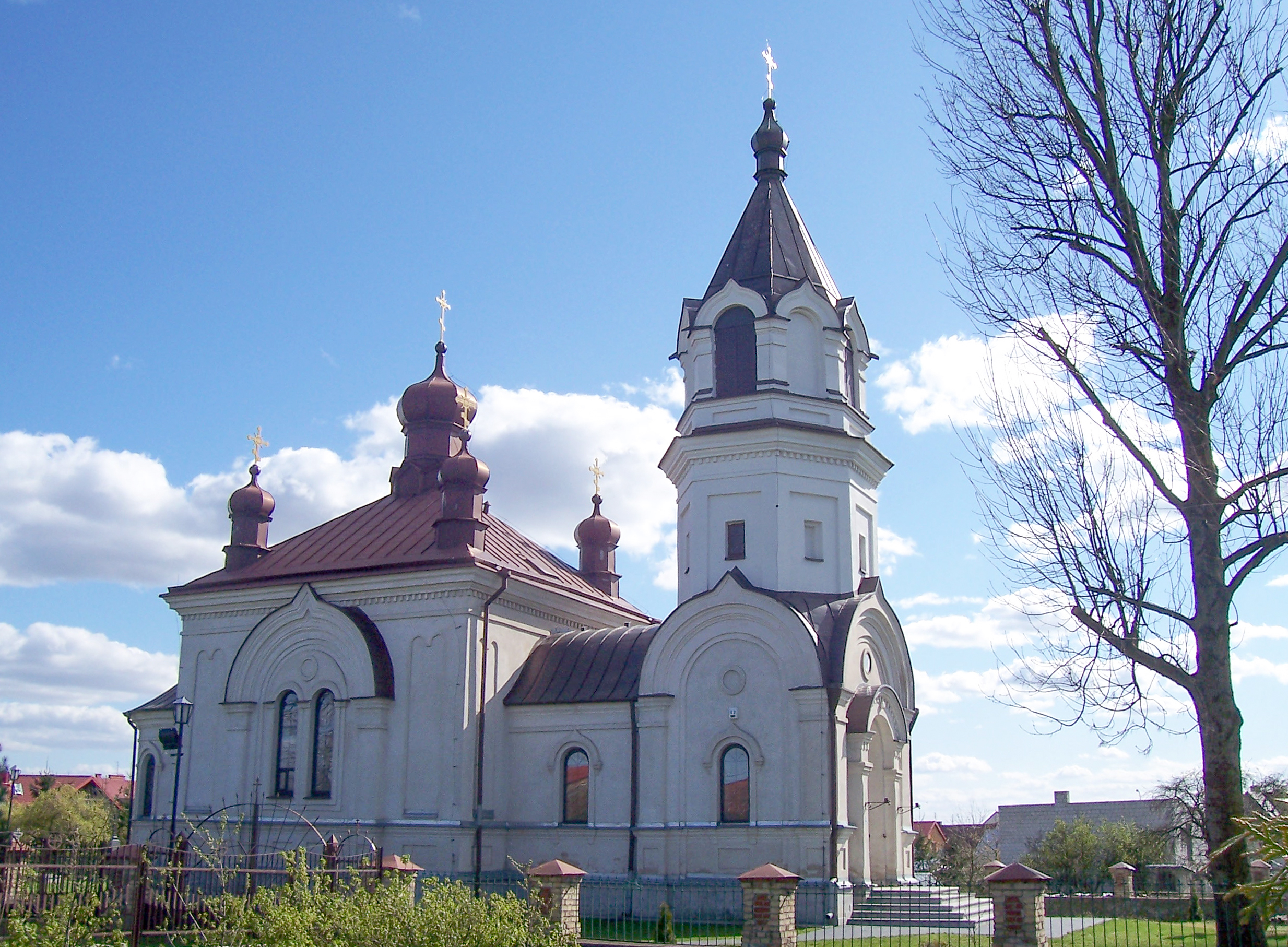
Православна церква
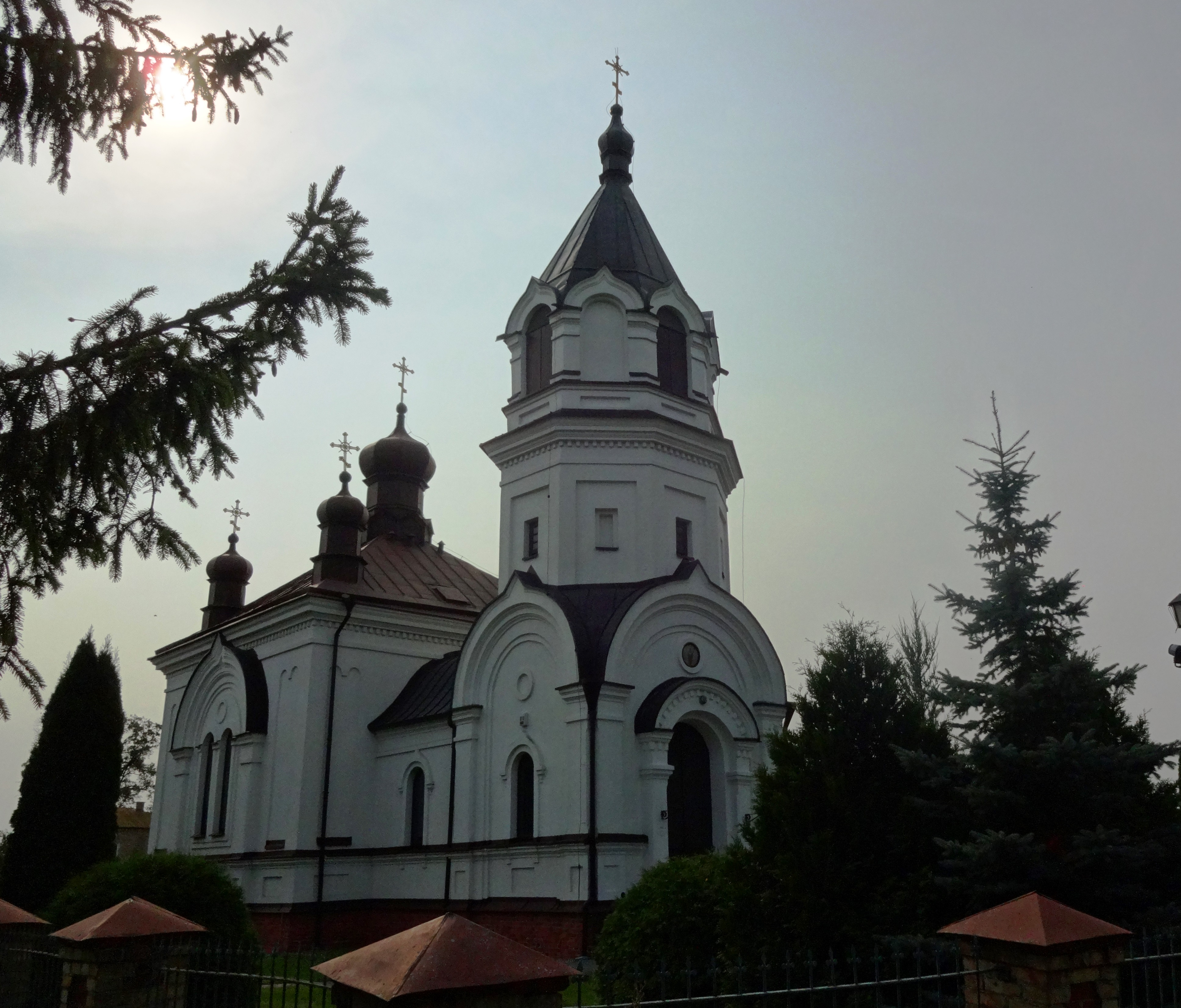
церква
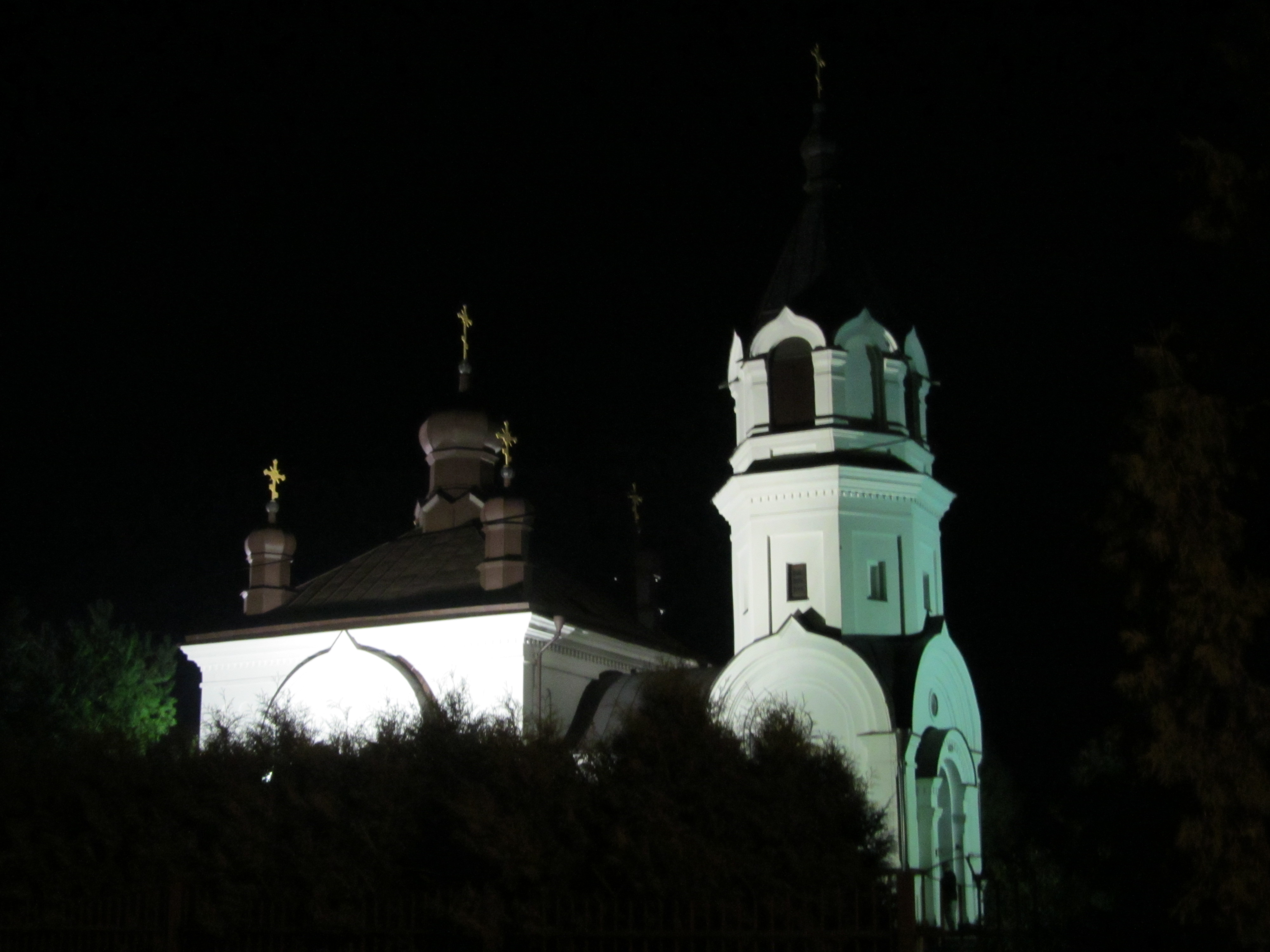
церква